# Cruïlles, Monells i Sant Sadurní de l’Heura
Cruïlles, Monells i Sant Sadurní de l’Heura (spanisch Cruilles, Monells y San Sadurní) ist eine Gemeinde in der autonomen Region Katalonien in Spanien in der Provinz Girona mit1.329 Einwohnern (Stand: 2024). 1974 wurden die Gemeinden Cruïlles, Monells und Sant Sadurní de l’Heura zusammengeschlossen. Die Gemeinde besteht aus den Ortschaften Barri del Mas Savalls, Cruïlles, Monells, Puigventós, Les Rabioses, Sant Cebrià de Lledó, Sant Cebrià dels Alls, Sant Joan de Salelles, Sant Miquel de Cruïlles, Sant Sadurní, Santa Pellaia, Veïnat d’Estravau, Veïnat de Banyeres, Veïnat de Sant Joan, Veïnat de Sies, El Veïnat de la Font und Veïnat del Rissec.

## Lage
Cruïlles, Monells i Sant Sadurní de l’Heura liegt etwa 16 Kilometer östlich von Girona und etwa 100 Kilometer nordöstlich von Barcelona nahe der Costa Brava in einer Höhe von ca. 110 m. 

## Bevölkerungsentwicklung
| Jahr      | 1981 | 1991 | 2001 | 2011 | 2021 |
| Einwohner | 1056 | 1054 | 1110 | 1282 | 1327 |

## Sehenswürdigkeiten
- Reste der Burg von Monells
- Rundturm der Festung von Cruïlles
- Eulalienkirche in Cruïlles
- Michaelisklosterkirche in Sant Miquel de Cruïlles
- Johanniskirche in Sant Joan de Salelles
- Saturninuskirche in Església de Sant Sadurní de l'Heura
- Cyprianuskirche in Sant Cebrià de Lledó
- Pelagiakirche
- Rathaus in Cruïlles

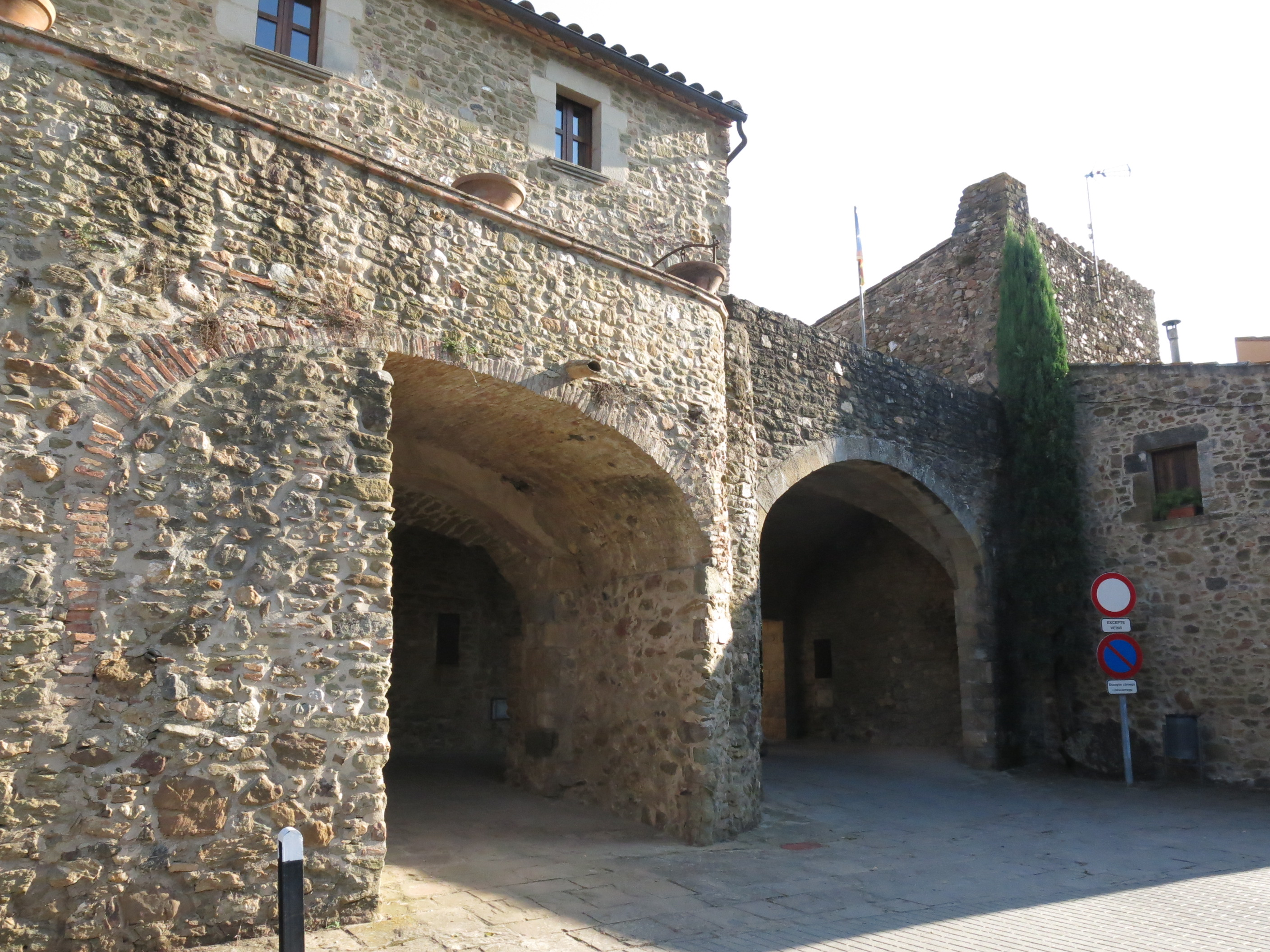
Burgreste von Monells
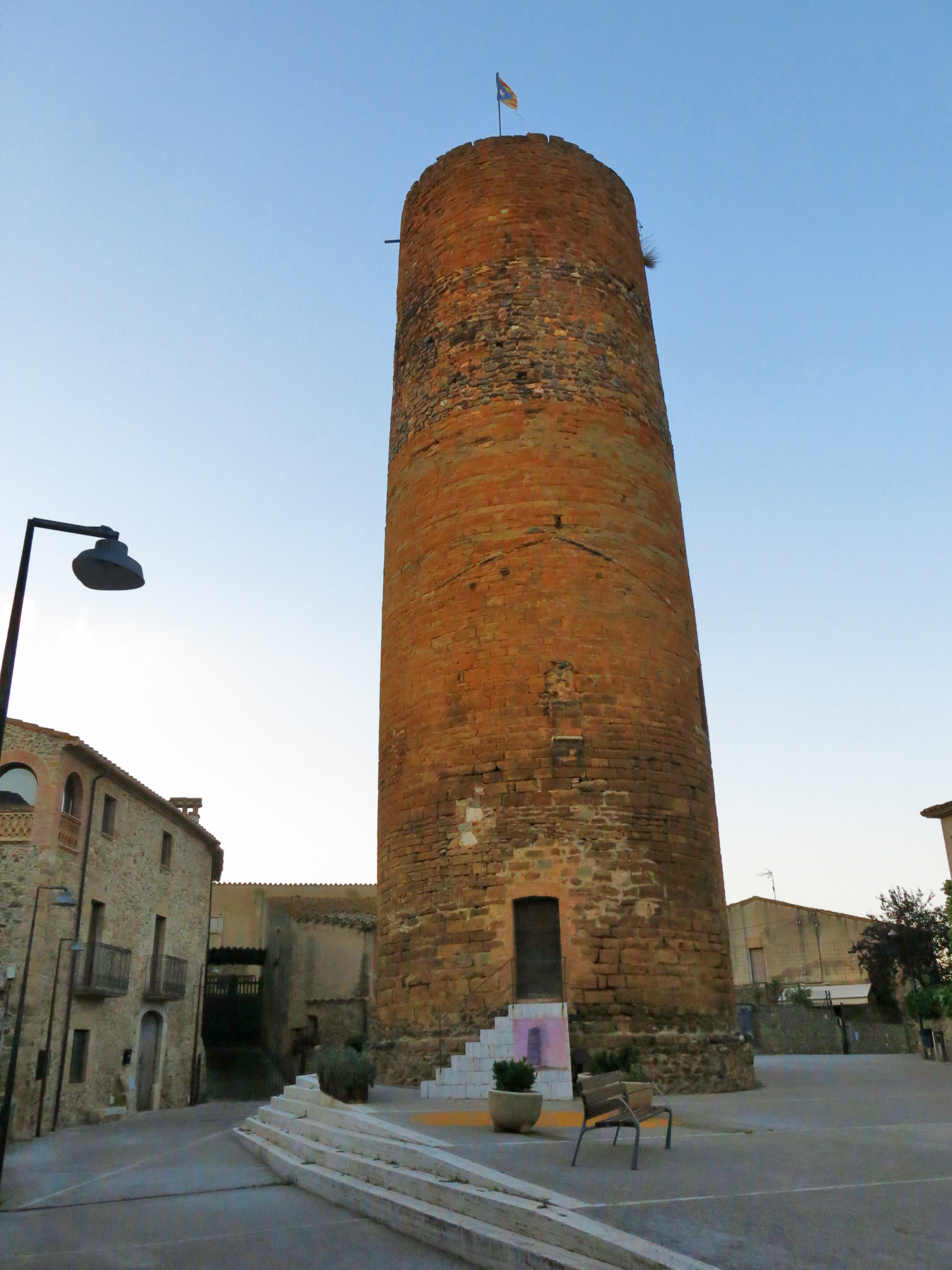
Rundturm
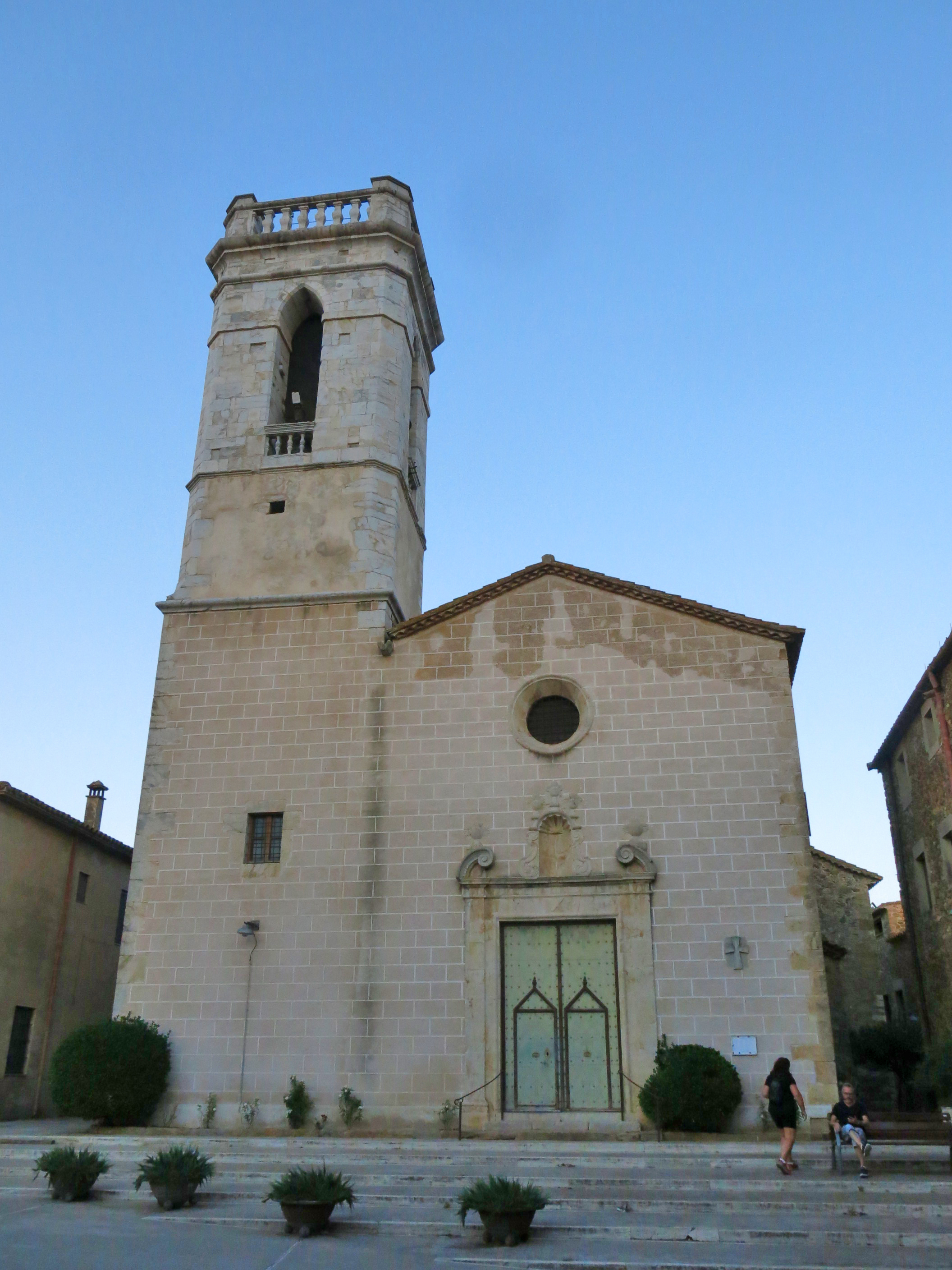
Eulalienkirche
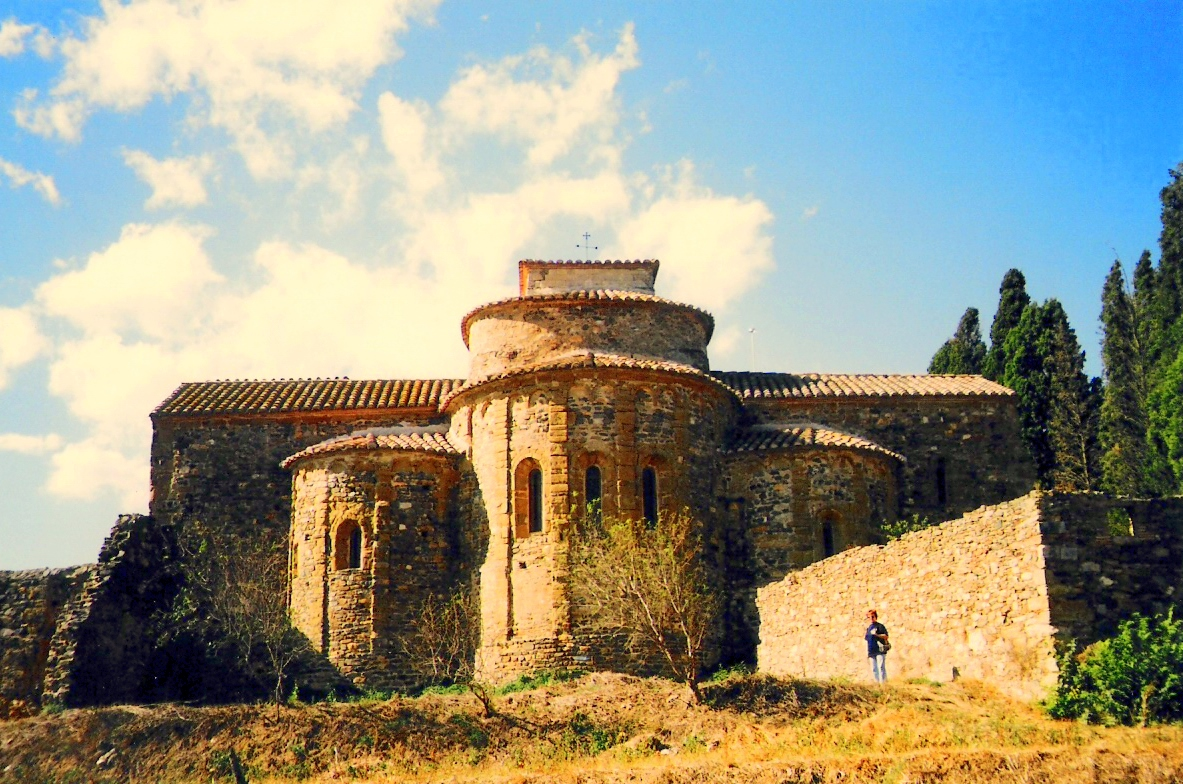
Michaelisklosterkirche
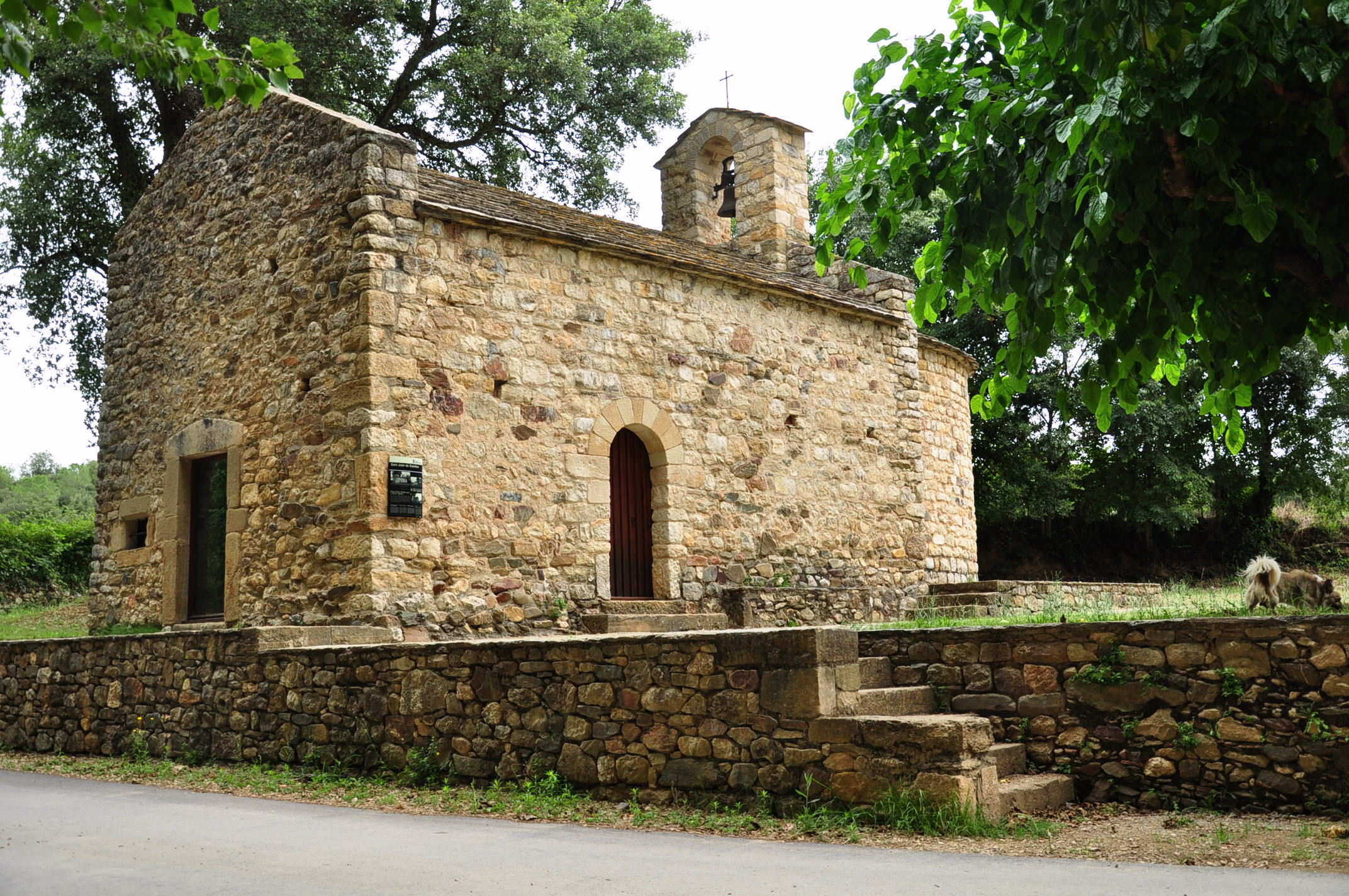
Johanniskirche in Sant Joan de Salelles
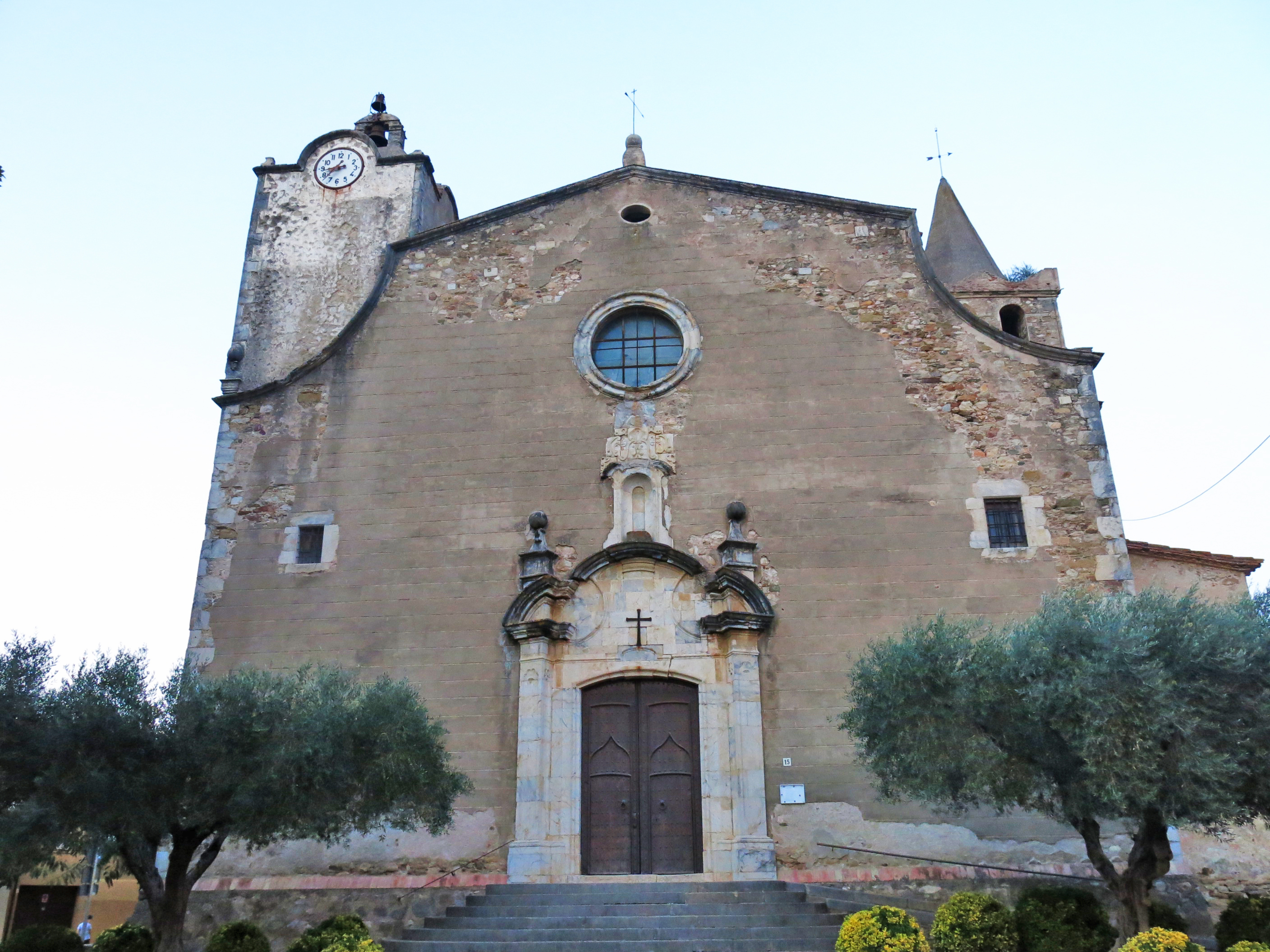
Saturninuskirche
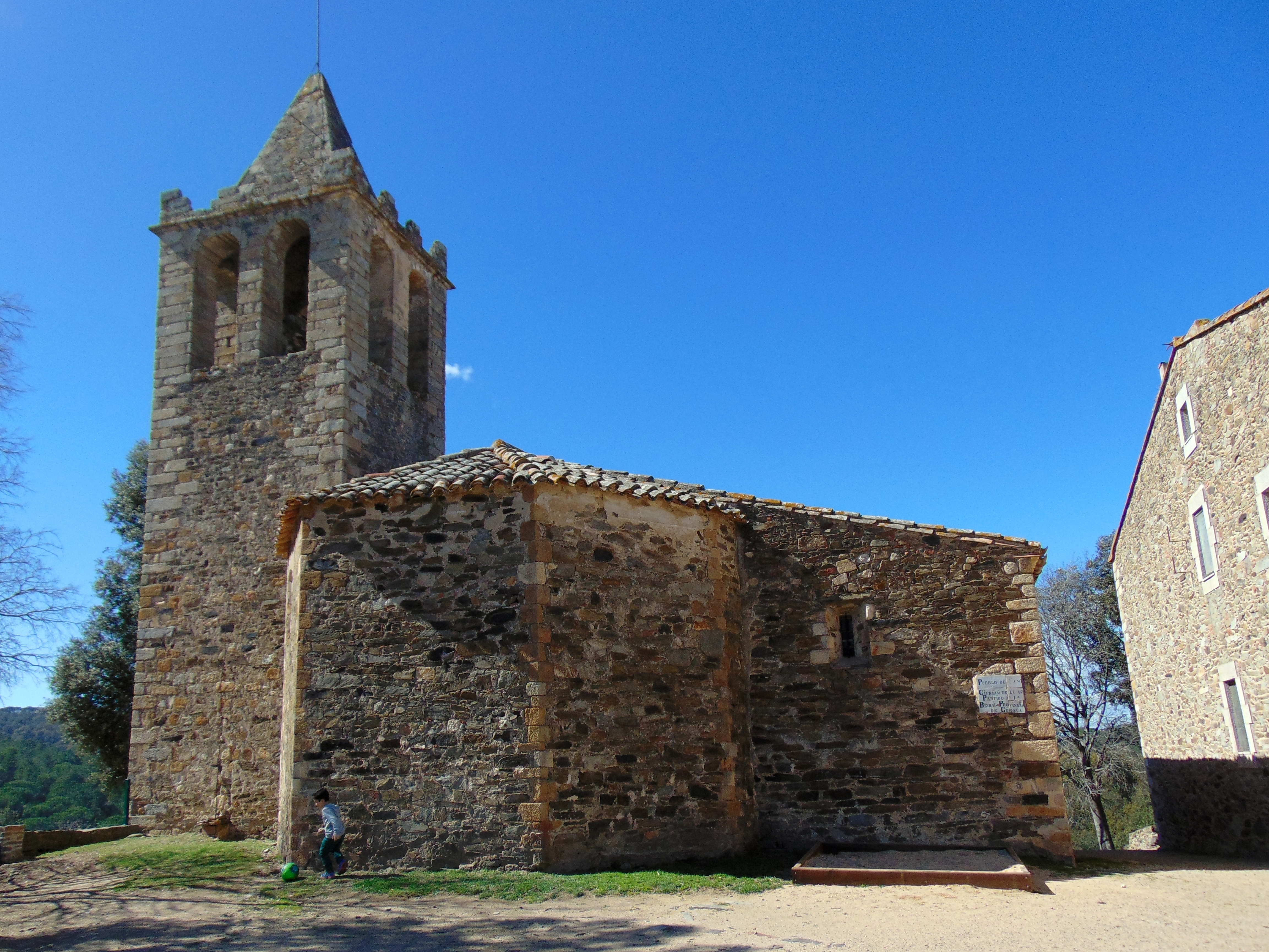
Cyprianuskirche in Sant Cebrià de Lledó
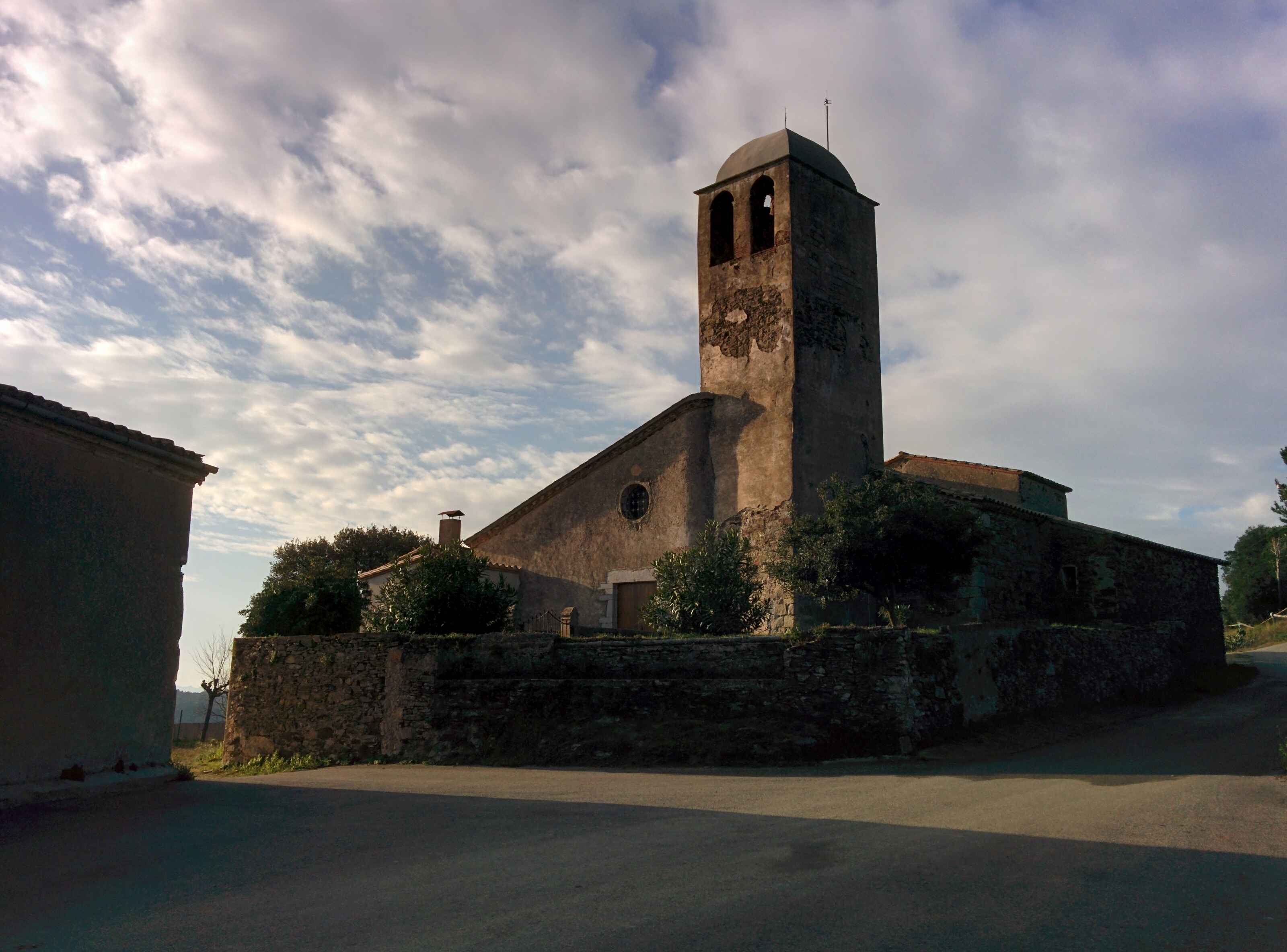
Pelagiakirche
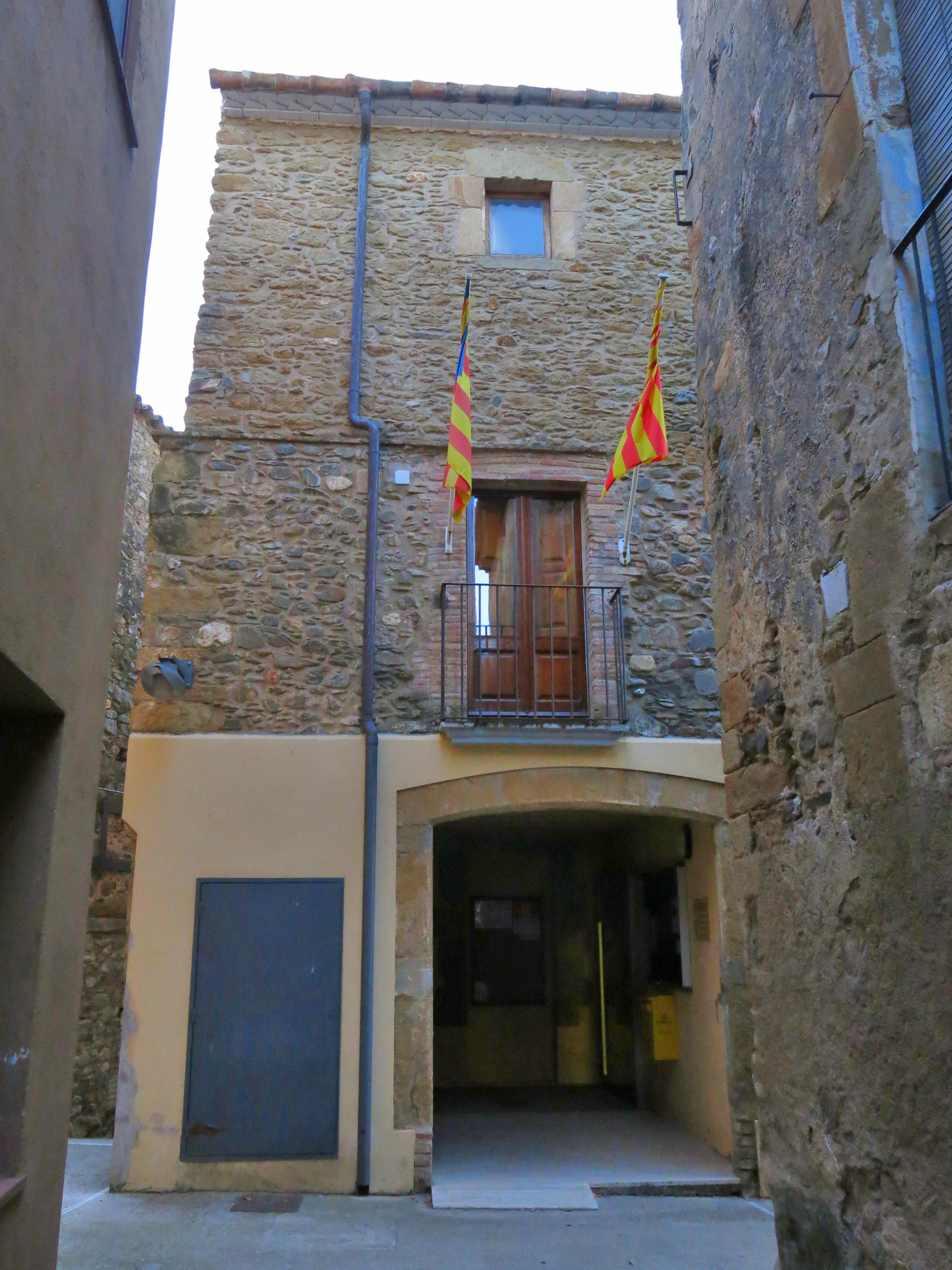
Rathaus